# Adam McKay

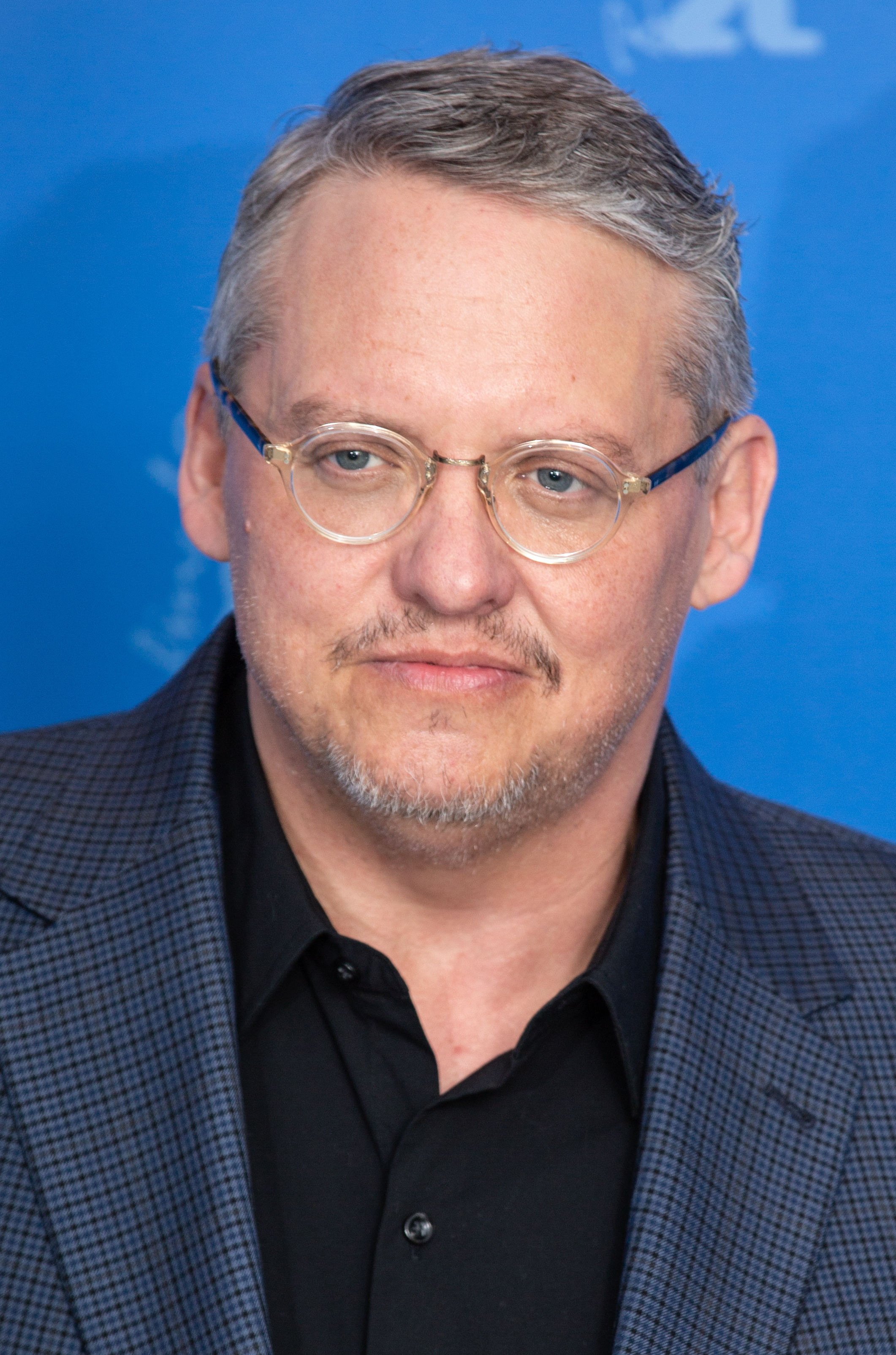
Adam McKay bei der Berlinale 2019

Adam J. McKay (* 17. April 1968 in Philadelphia) ist ein US-amerikanischer Drehbuchautor, Filmproduzent und Filmregisseur.

## Leben
McKay studierte an der Pennsylvania State University und der Temple University in Philadelphia. Er war Mitbegründer der Comedytruppe Upright Citizens Brigade zu der auch Neil Flynn, Horatio Sanz und später Amy Poehler gehörten. Zudem war er Mitglied der Theater-Gruppe The Second City.
Nach diesen Erfahrungen sprach McKay bei der Show Saturday Night Live vor, um als Ensemblemitglied vor der Kamera zu wirken. Obwohl er im Casting nicht reüssieren konnte, fanden die von ihm eingereichten Sketche und Drehbücher Beachtung und verhalfen ihm zu einer Autorenstelle, die er von 1995 bis 2007 bei der Fernsehshow innehatte. Drei Jahre fungierte er als Headwriter und inszenierte Teile der Show. Auf seine Empfehlung hin bewarb sich seine ehemalige The-Second-City-Kollegin Tina Fey mit ihren Skripten bei Saturday Night Live und beerbte ihn 1999 als Headwriterin.
Nach seinem Ausstieg bei SNL fand er sich mit dem Schauspieler Will Ferrell zusammen und schrieb mit ihm die Komödien Anchorman – Die Legende von Ron Burgundy, Ricky Bobby – König der Rennfahrer und Stiefbrüder, bei denen er auch Regie führte. Gemeinsam mit Ferrell gründete er die Produktionsfirma „Gary Sanchez Productions“, die den Film The Foot Fist Way und die Serie Eastbound & Down produzierte. Neben Ferrell besetzte er in seinen Filmen wiederholt die Schauspieler John C. Reilly, Seth Rogen und Kathryn Hahn.
Darüber hinaus erstellte er mit Ferrell die vielbeachtete Webseite funnyordie.com, auf der ausschließlich komische Kurzfilme gezeigt werden. Berühmt wurde die Webseite durch das Video The Landlord, das Ferrell und McKay zeigt, die von einer ca. 1,5-jährigen Vermieterin (McKays Tochter) drangsaliert werden. Das Video wurde auf dieser Plattform über 78 Millionen Mal (Stand: Januar 2012) angesehen.
Seit Mai 2005 ist er regelmäßiger Blogger der Onlinezeitung The Huffington Post.
2016 erhielt er für die Spielfilmkomödie The Big Short einen Oscar für das beste adaptierte Drehbuch und war auch in der Kategorie Regie nominiert. Für seinen nächsten Film, Vice – Der zweite Mann, über die Lebensgeschichte des ehemaligen US-Vizepräsidenten Dick Cheney, wurde er 2019 für drei Oscars in den Kategorien Bester Film, Beste Regie und Bestes Originaldrehbuch nominiert.
McKay ist seit 1996 mit Shira Piven, einer Schwester des Schauspielers Jeremy Piven, verheiratet und hat mit ihr zwei Kinder.

## Filmografie (Auswahl)

### Schauspieler
- 2004: Anchorman – Die Legende von Ron Burgundy (Anchorman: The Legend of Ron Burgundy)
- 2004: Wake Up, Ron Burgundy: The Lost Movie (Cameo-Auftritt)
- 2006: Ricky Bobby – König der Rennfahrer (Talladega Nights: The Ballad of Ricky Bobby)
- 2008: Stiefbrüder (Step Brothers)
- 2010: Die etwas anderen Cops (The Other Guys)

### Regisseur
- 2004: Anchorman – Die Legende von Ron Burgundy (Anchorman: The Legend of Ron Burgundy)
- 2006: Ricky Bobby – König der Rennfahrer (Talladega Nights: The Ballad of Ricky Bobby)
- 2008: Stiefbrüder (Step Brothers)
- 2010: Die etwas anderen Cops (The Other Guys)
- 2013: Anchorman – Die Legende kehrt zurück (Anchorman 2: The Legend Continues)
- 2015: The Big Short
- 2018: Succession (Fernsehserie, 1 Folge)
- 2018: Vice – Der zweite Mann (Vice)
- 2021: Don’t Look Up

### Drehbuchautor
- 1995–2007: Saturday Night Live (Fernsehshow, 125 Folgen)
- 2004: Anchorman – Die Legende von Ron Burgundy (Anchorman: The Legend of Ron Burgundy)
- 2006: Ricky Bobby – König der Rennfahrer (Talladega Nights: The Ballad of Ricky Bobby)
- 2008: Stiefbrüder (Step Brothers)
- 2010: Die etwas anderen Cops (The Other Guys)
- 2013: Anchorman – Die Legende kehrt zurück (Anchorman 2: The Legend Continues)
- 2014–2015: Bad Judge (Sitcom, 13 Folgen)
- 2015: Der Knastcoach (Get Hard)
- 2015: Ant-Man
- 2015: The Big Short
- 2018: Vice – Der zweite Mann (Vice)
- 2021: Don’t Look Up

### Produzent
- 2008: Stiefbrüder (Step Brothers)
- 2009–2012: Eastbound & Down (Fernsehserie)
- 2009: The Goods – Schnelle Autos, schnelle Deals (The Goods: Live Hard, Sell Hard)
- 2010: The Virginity Hit
- 2010: Die etwas anderen Cops (The Other Guys)
- 2012: Die Hochzeit unserer dicksten Freundin (Bachelorette)
- 2012: Die Qual der Wahl (The Campaign)
- 2013: Hänsel und Gretel: Hexenjäger (Hansel and Gretel: Witch Hunters)
- 2013: Anchorman – Die Legende kehrt zurück (Anchorman 2: The Legend Continues)
- 2015: Der Knastcoach (Get Hard)
- 2015: Daddy’s Home – Ein Vater zu viel (Daddy’s Home)
- 2016: The Boss
- 2017: Casino Undercover (The House)
- 2017: Daddy’s Home 2 – Mehr Väter, mehr Probleme! (Daddy’s Home 2)
- 2018: Vice – Der zweite Mann (Vice)
- 2019–2022: Dead to Me (Fernsehserie)
- 2019: Hustlers
- 2021: Don’t Look Up
- 2022: Fresh
- 2022: The Menu

## Nominierungen und Auszeichnungen
Oscar
- 2016: Auszeichnung in der Kategorie Bestes adaptiertes Drehbuch für The Big Short zusammen mit Charles Randolph
- 2016: Nominierung in der Kategorie Beste Regie für The Big Short
- 2019: Nominierung in der Kategorie Bester Film für Vice – Der zweite Mann zusammen mit Dede Gardner, Jeremy Kleiner und Kevin Messick
- 2019: Nominierung in der Kategorie Beste Regie für Vice – Der zweite Mann
- 2019: Nominierung in der Kategorie Bestes Originaldrehbuch für Vice – Der zweite Mann
- 2022: Nominierung in der Kategorie Bester Film für Don’t Look Up zusammen mit Kevin Messick
- 2022: Nominierung in der Kategorie Bestes Originaldrehbuch für  Don’t Look Up zusammen mit David Sirota

Weitere Ehrungen
2024 wurde ein Asteroid nach ihm benannt: (227033) Adamjmckay.

## Einzelbelege
1. ↑  Präsidentin Paris (Memento vom 12. September 2008 im Internet Archive), auf sueddeutsche.de, vom 6. August 2008, abgerufen am 12. April 2009
2. ↑  Kleinkind aus der Hölle, auf Spiegel Online, vom 26. März 2009, abgerufen am 12. April 2009

| Personendaten    | Personendaten                                                    |
| ---------------- | ---------------------------------------------------------------- |
| NAME             | McKay, Adam                                                      |
| ALTERNATIVNAMEN  | McKay, Adam J.                                                   |
| KURZBESCHREIBUNG | US-amerikanischer Drehbuchautor, Filmproduzent und Filmregisseur |
| GEBURTSDATUM     | 17. April 1968                                                   |
| GEBURTSORT       | Philadelphia                                                     |